# 秦王国
秦王国（しんおうこく）は、中国史における隋代を扱った歴史書である『隋書』や北朝について書かれた歴史書『北史』に倭の地域にあったとして現れる国または土地の名称。

## 概要
秦王國は『隋書』の「列傳第四十六 東夷 俀國」と『北史』巻94　列傳第82に現れる。遣隋使が持参した俀国（倭国）多利思比孤（『隋書』では多利思北孤）から隋の煬帝へ宛てた国書に現れる「日出處天子（日出る處の天子）」の文章の直後に記述されている。主に、秦氏が多く居住していた豊後国や、中国地方西部に比定する説が存在する。